# Sielsowiet Małachowce
Sielsowiet Małachowce (biał. Малахавецкі сельсавет, ros. Малаховецкий сельсовет) – jednostka administracyjna wchodząca w skład rejonu baranowickiego w оbwodzie brzeskim na Białorusi.
Centrum administracyjnym sielsowietu jest agromiasteczko Mirny (od roku 1987).

## Geografia
Powierzchnia sielsowietu wynosi 139 km².

## Demografia
W 2019 roku sielsowiet zamieszkiwało 2216 mieszkańców, w tym 1281 w wieku produkcyjnym.

## Miejscowości
W skład sielsowietu wchodzą miejscowości: Mirny, Bohusze, Gliniszcze, Jastrzębl, Jemialjanauka, Kadyczyce, Kuncewicze, Małachowce, Mirny, Młynek, Nowosady, Rogoźnica, Skwarczyce, Swietły, Ucios, Wołochwa Mała, Wołochwa Wielka, Zamosze.